# Tilletia filisora
Tilletia filisora är en svampart som beskrevs av R.G. Shivas, Vánky & Athip. 2006. Tilletia filisora ingår i släktet Tilletia och familjen Tilletiaceae.   Inga underarter finns listade i Catalogue of Life.